# Cantón de Saint-Germain-l'Herm
El cantón de Saint-Germain-l'Herm era una división administrativa francesa, que estaba situada en el departamento de Puy-de-Dôme y la región de Auvernia.

## Composición
El cantón estaba formado por diez comunas:
- Aix-la-Fayette
- Chambon-sur-Dolore
- Condat-lès-Montboissier
- Échandelys
- Fayet-Ronaye
- Fournols
- Saint-Bonnet-le-Bourg
- Saint-Bonnet-le-Chastel
- Sainte-Catherine
- Saint-Germain-l'Herm

## Supresión del cantón de Saint-Germain-l'Herm
En aplicación del Decreto nº 2014-210 de 21 de febrero de 2014, el cantón de Saint-Germain-l'Herm fue suprimido el 22 de marzo de 2015 y sus 10 comunas pasaron a formar parte del nuevo cantón de los Montes de Livradois.